# トレメッツィーナ
トレメッツィーナ（伊: Tremezzina）は、イタリア共和国ロンバルディア州コモ県にある、人口約5,000人の基礎自治体（コムーネ）。
2014年2月4日、隣接するレンノ、メッツェグラ、オッスッチョ、トレメッツォが合併し、新自治体が発足した。

## 地理

### 位置・広がり

#### 隣接コムーネ
隣接するコムーネは以下の通り。
- ベッラージョ
- ベーネ・ラーリオ
- コロンノ
- グランドラ・エドゥニーティ
- グリアンテ
- レッツェノ
- メナッジョ
- ポンナ
- ポルレッツァ
- サーラ・コマチーナ

### 地震分類
イタリアの地震リスク階級 (it) では、4 に分類される
。

## 行政

### 分離集落
トレメッツィーナには、以下の分離集落（フラツィオーネ）がある。
- Lenno、Mezzegra、Ossuccio、Tremezzo (sede comunale)